# Ontamarama
Ontamarama est un jeu vidéo de rythme développé par Noise Factory et sorti en 2007 sur Nintendo DS.

## Accueil
- Destructoid : 7/10[1]
- Famitsu : 23/40[2]
- GameSpot : 7/10[3]
- IGN : 7,3/10[4]